# Меремийза
Ме́ремийза (ест. Meremõisa küla) — село в Естонії, у волості Ляене-Гар'ю повіту Гар'юмаа.

## Населення
Чисельність населення на 31 грудня 2011 року становила 176 осіб.

## Історія
З 10 вересня 1992 до 24 жовтня 2017 року село входило до складу волості Кейла.

## Пам'ятки природи
На захід від села розташовується ландшафтний заповідник Лауласмаа (Laulasmaa MKA).